# 神川ひな
神川 ひな（かみかわ ひな、1992年10月13日 - ）は、日本のAV女優。ニューゲート所属。
身長:153cm。スリーサイズ:B90(H)・W55・H85cm。血液型:A型趣味:料理。特技:ピアノ。

## 略歴・人物
茨城県出身。2012年11月にデビューした小柄で巨乳のAV女優。

## 出演作品

### アダルトDVD
2012年
- S級素人 奇跡の美乳（11月9日、S級素人）※「ひな」名義
- とにかくヤリたい。（12月14日、S級素人）※「ひな」名義

2013年
- 俺のペット 1号（1月11日、S級素人）※名義なし
- S級素人 奇跡の美乳 2（2月8日、S級素人）※「ひな」名義
- 女のカラダは腰使いで決まる! 4時間 2（3月8日、BAZOOKA）
- S級素人 未公開VTR集（3月8日、S級素人）※「ひな」名義
- 奇跡のカラダ Special 4時間（4月12日、BAZOOKA）
- 投稿「イタい女」 何でもやりますかまちょなメス豚 神奈川県女子大生ひな（21）（4月12日、REAL）※「ひな」名義
- 「女の口は嘘をつく。」 雌女ANTHOLOGY #119（7月5日、アウダースジャパン）
- ハミ乳競泳水着インストラクター（8月13日、MOODYZ）
- 癒らし。 VOL.93（8月23日、アウダースジャパン）
- 麗しの美人OL 5時間 Premium Seven Collection Vol.1（9月13日、BAZOOKA）
- E-BODY×kira☆kira×kawaii*×Madonna×ATTACKERS 5メーカーコラボ作品第1弾! 秘湯 淫華温泉 美しきスーパーボディ捜査官（10月13日、E-BODY）
- ボイン大好きしょう太くんのHなイタズラ 家庭教師のお姉さん編（12月5日、グローリークエスト）

2014年
- AV女優が撮影現場に来たらいきなりSEX 即ハメ 生中出し（2月6日、グローリークエスト）
- ROOKIE×E-BODY×kira☆kira×kawaii*×Madonna×ATTACKERS 6メーカーコラボ作品 第6弾! 秘湯 淫華温泉【完全版＋α】 豪華!!人気女優総勢18名×28P淫乱大乱交SP!!（2月19日、ROOKIE）
- 巨乳×ビキニ チアガール (3月7日、クリスタル映像)